# Floyd Mutrux
Floyd Mutrux (Houston, 25 giugno 1941) è un regista statunitense.

## Filmografia

### Regista
- American Hot Wax (1978)

### Regista e sceneggiatore
- I ragazzi del sabato (Aloha Bobby and Rose) (1975)
- The Hollywood Knights (1980)
- I ribelli (There Goes My Baby) (1994)

### Regista, sceneggiatore e produttore
- Dusty and Sweets McGee (1971)

### Sceneggiatore e produttore

#### Cinema
- The Christian Licorice Store, regia di James Frawley (1971)
- Una strana coppia di sbirri (Freebie and the Bean), regia di Richard Rush (1974)
- American Me - Rabbia di vivere (American Me), regia di Edward James Olmos (1992)

#### Televisione
- Sun Records – serie TV, 8 episodi (2017)

### Sceneggiatore
- Patto di sangue (Bound by Honor), regia di Taylor Hackford (1993)

### Soggetto
- Scomodi omicidi (Mulholland Falls), regia di Lee Tamahori (1996)

### Produttore
- Dick Tracy, regia di Warren Beatty (1990)

### Attore

#### Cinema
- Maryjane, regia di Maury Dexter (1968)
- Cover Me Babe, regia di Noel Black (1970)

#### Televisione
- The Second Hundred Years – serie TV, episodio 1x07 (1967)
- I giorni di Bryan (Run for Your Life) - serie TV, episodio 3x20 (1968)
- Al banco della difesa (Judd for the Defense) – serie TV, episodio 2x01 (1968)
- The Outsider – serie TV, episodio 1x03 (1968)
- Adam-12 – serie TV, episodio 1x09 (1968)
- Squadra speciale anticrimine (The Felony Squad) – serie TV, episodio 3x09 (1968)